# Décès en 1964
Décès
- 1960
- 1961
- 1962
- 1963
- 1964
- 1965
- 1966
- 1967
- 1968

Cet article présente une liste de personnalités mortes au cours de l'année 1964.

Les mois de l'année font également l'objet de listes spécifiques :

## Décès par mois

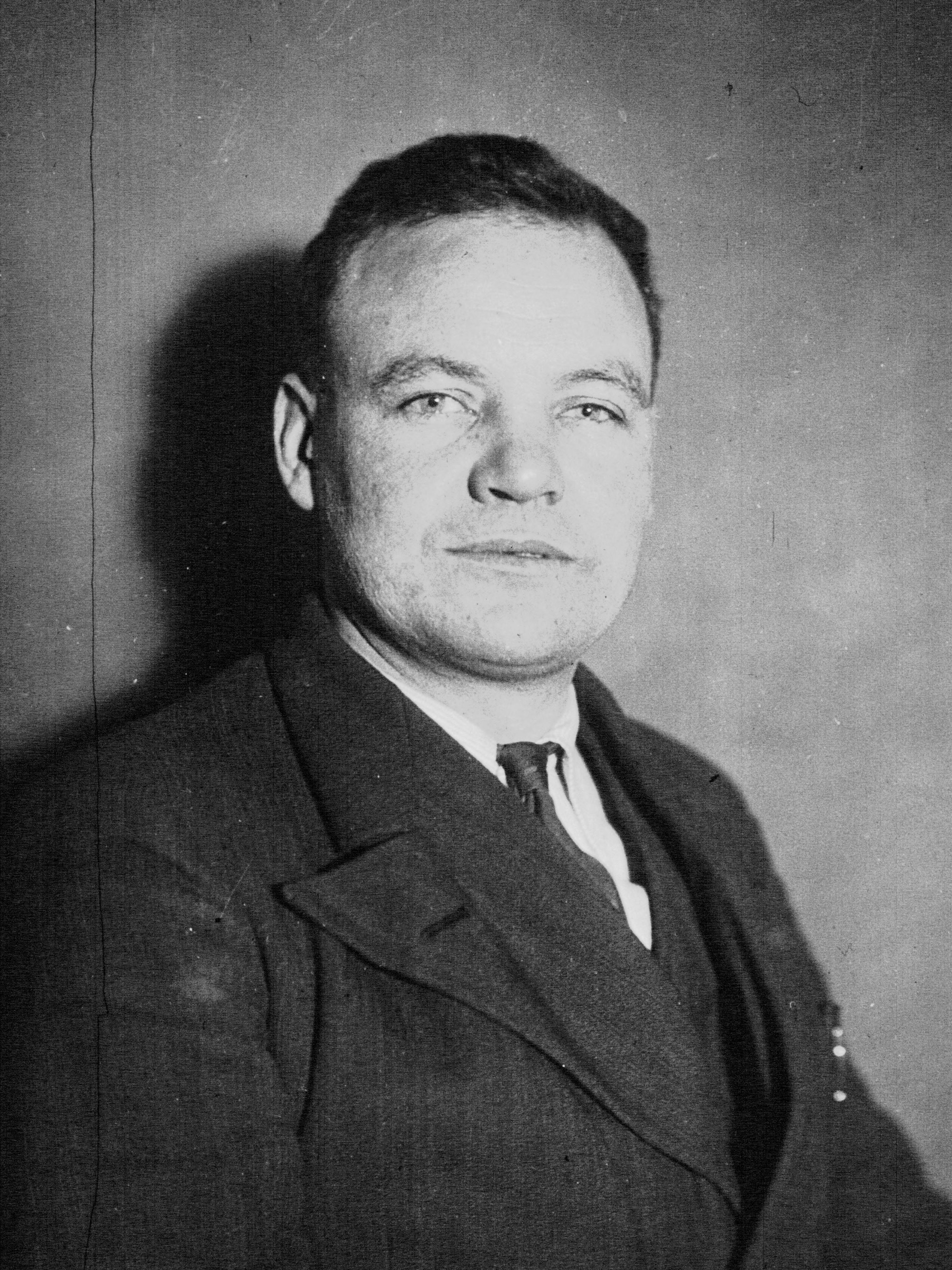
Maurice Thorez en 1932

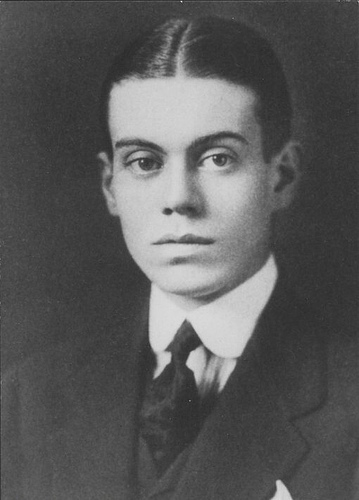
Cole Porter en 1913

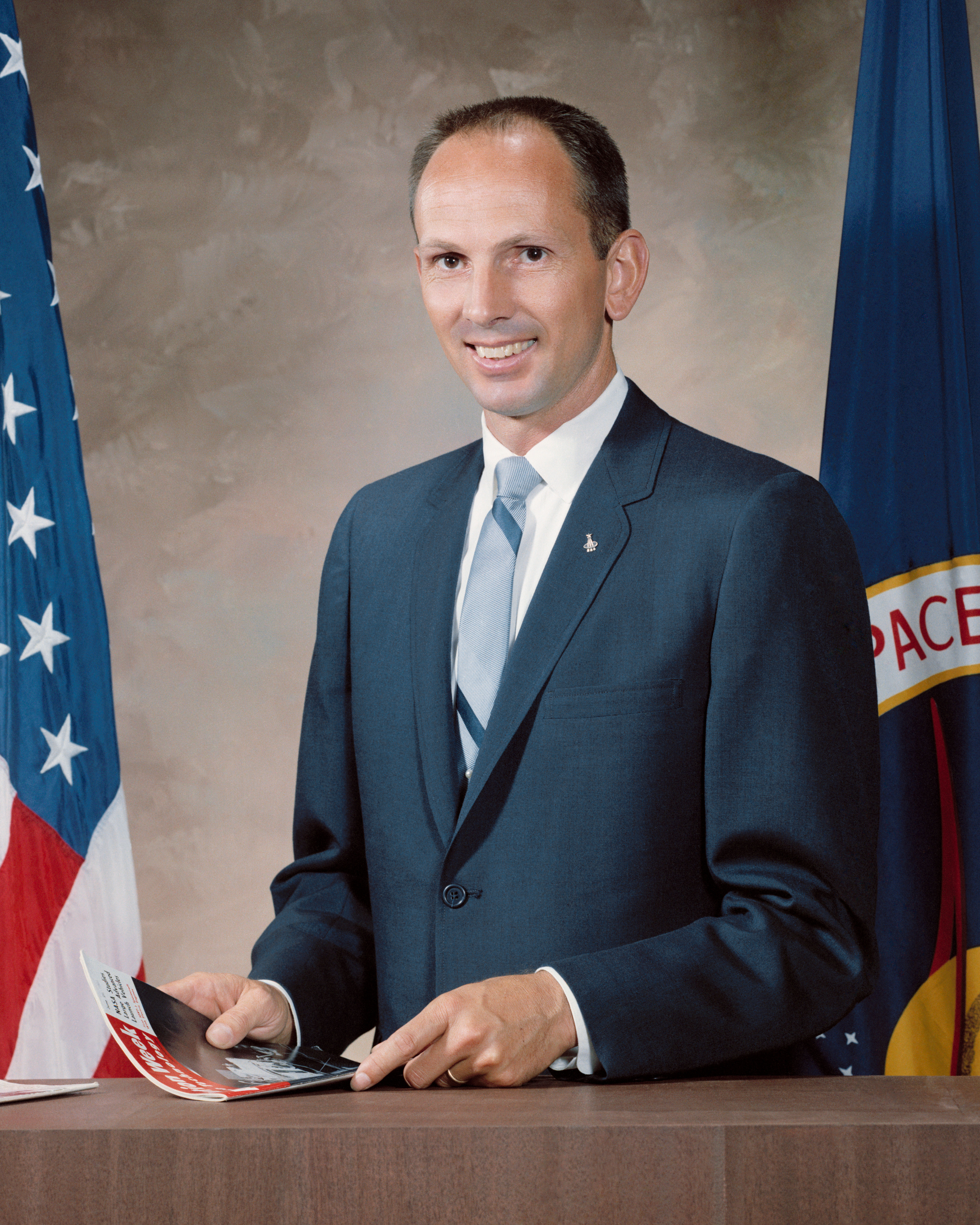
Theodore Freeman

### Date précise inconnue
- Clémentine Ballot, peintre française (° 20 décembre 1879).
- Georges Barat-Levraux, peintre français (° 1878).
- Larbi Bensari, musicien algérien (° 1867).
- Camille de Buzon, peintre français (° 1885).
- Karl Ehrenbolger, footballeur international suisse (° 13 novembre 1899).
- Lucien Hibbert, mathématicien et homme politique haïtien (° 18 août 1899).
- Adolphe Milich, peintre français d'origine polonaise (° 1884).
- Matteo Sandonà, peintre américain (° 15 avril 1883).

### Janvier
- 4 janvier : Ralph Dumke, acteur américain (° 25 juillet 1899).
- 5 janvier : André de Székély, peintre hongrois naturalisé français (° 16 avril 1877).
- 7 janvier : Colin McPhee, compositeur canadien (° 15 mars 1900).
- 13 janvier : Felisberto Hernández, écrivain, pianiste et musicien uruguayen (° 20 octobre 1902).
- 17 janvier : Đorđe Andrejević Kun, peintre serbe puis yougoslave (° 31 mars 1904).
- 19 janvier :
  - Firmin Lambot, coureur cycliste belge (° 14 mars 1886).
  - G. H. Mulcaster, acteur britannique (° 27 juin 1889).
- 20 janvier : 
  - Henri Edebau, homme politique belge (° 25 janvier 1886).
  - Jan Rychlík, compositeur austro-hongrois puis tchécoslovaque (° 27 avril 1916).
- 21 janvier : Carlo Chiarlo, nonce apostolique en Bolivie (en), au Costa Rica (en) et au Nicaragua (en), délégué apostolique au Guatemala (en) et internonce au Salvador et au Honduras (en), puis au Panama (en) et enfin au Brésil (en) et cardinal italien (° 4 novembre 1881).
- 23 janvier : Lucila Gamero de Medina, romancière, médecin et féministe hondurienne (° 12 juin 1873).
- 24 janvier : Louisa Durrell, mère de Lawrence Durrell, de Gerald Durrell et de Margaret Durrell (° 16 janvier 1886).
- 25 janvier : Fernand Guey, peintre français (° 26 février 1887).
- 26 janvier : Xawery Dunikowski, sculpteur et peintre polonais (° 24 novembre 1875).
- 29 janvier : Alan Ladd, acteur américain (° 3 septembre 1913).

### Février
- 2 février : Gabrielle Bonaventure, peintre française (° 26 juin 1890).
- 3 février : Adolphe Piriou, compositeur français (° 7 septembre 1878).
- 4 février : Emilien Barthélemy, peintre français (° 3 février 1885).
- 6 février :  Elmo Billings, acteur et monteur américain (° 24 juin 1912).
- 8 février : Jacques Morisson, joueur professionnel français de hockey sur glace (° 28 mars 1907).
- 13 février : Giuseppe Pinot-Gallizio, peintre italien (° 12 février 1902).
- 18 février : Joseph-Armand Bombardier, inventeur québécois (° 16 avril 1907).
- 19 février : Giórgos Kalafátis, footballeur grec (° 17 mars 1890).
- 20 février : Helen Benson, universitaire néo-zélandaise (° 25 janvier 1886).
- 24 février : Frank Conroy, acteur britannique (° 14 octobre 1890).
- 25 février :
  - Alexandre Archipenko, sculpteur américain originaire de Russie (° 1887).
  - Maurice Farman, pionnier français de l'aviation (° 21 mars 1877).
  - Jean-Pierre Gras, sculpteur, céramiste et peintre français (° 27 avril 1879).
- 26 février : Léon Vanderstuyft, coureur cycliste belge (° 5 mai 1890).
- 28 février : Juan Campillo, coureur cycliste espagnol (° 16 août 1930).
- 29 février :
  - Frank Albertson, acteur américain (° 2 février 1909).
  - Victor Thuau, coureur cycliste français (° 14 août 1880).
  - Robert Wehrlin, peintre et graveur suisse (° 8 mars 1903).

### Mars
- 1er mars : Mary Gertrude Joyce, religieuse irlandaise (° 18 janvier 1884).
- 4 mars :
  - Edwin August, acteur, réalisateur et scénariste américain (° 20 novembre 1883).
  - Alfred Latour, peintre, graveur, affichiste et graphiste français (° 28 juillet 1888).
  - Pippo Rizzo, peintre italien (° 6 janvier 1887).
- 6 mars :
  - Paul Ier de Grèce, roi de Grèce (° 14 décembre 1901).
  - Anatol Petrytsky, peintre, décorateur de théâtre et concepteur de livres russe puis soviétique (° 12 février 1895).
- 10 mars : Édouard Monoré, footballeur français (° 1er novembre 1907).
- 11 mars : Pio Semeghini, peintre et aqua-fortiste italien (° 3 janvier 1878).
- 12 mars :
  - Jovan Bijelić, peintre serbe puis yougoslave (° 10 juin 1886).
  - Félix Planquette, peintre de paysage et animalier français (° 23 avril 1873).
- 13 mars : Charlotte Chauchet-Guilleré, peintre française (° 5 décembre 1878).
- 14 mars : Geneviève Barrier Demnati, peintre orientaliste française (° 4 janvier 1893).
- 15 mars : Paul Cavanagh, acteur anglais (° 8 décembre 1888).
- 17 mars : Élisabeth Faure, peintre orientaliste française (° 23 octobre 1906).
- 20 mars : Jean Rogister, altiste et compositeur belge (° 25 octobre 1879).
- 25 mars : Willy Arend, coureur cycliste allemand (° 2 mai 1876).
- 27 mars : Emil Reesen, compositeur, chef d'orchestre et pianiste danois (° 30 mai 1887).
- 29 mars : Willem Andriessen, pianiste et compositeur néerlandais (° 25 octobre 1887).
- ? mars : Samuel Canan, homme politique américain (° 7 juin 1898).

### Avril
- 1er avril : Cristóbal Solà, footballeur espagnol (° 15 février 1908).
- 5 avril :
  - Aloïse Corbaz, artiste suisse pratiquant l'Art brut (° 28 juin 1886).
  - James Paul Chapin, ornithologue américain (° 9 juillet 1889).
  - Douglas MacArthur, général américain (° 26 janvier 1880).
- 6 avril : Róise Mhic Ghrianna, chanteuse et conteuse irlandaise (° 13 mars 1879).
- 8 avril : Eugène Delaporte, peintre français (° 31 mai 1878).
- 9 avril : El Brendel, acteur américain (° 25 mars 1890).
- 11 avril : Ersilio Ambrogi, homme politique italien (° 16 mars 1883).
- 12 avril : Janis Ferdinands Tidemanis, peintre letton (° 1er octobre 1897).
- 14 avril : Rachel Carson, biologiste et militante écologiste américaine (° 27 mai 1907).
- 16 avril : Abel Kingué, homme politique camerounais (° 1924).
- 18 avril : Marguerite Charrier-Roy, peintre française (° 14 mai 1870).
- 20 avril : Sergueï Guerassimov, peintre russe puis soviétique (° 1885).
- 23 avril : Alberto Jiménez Fraud, pédagogue espagnol (° 4 février 1883).
- 28 avril : Alexandre Koyré, philosophe français d'origine russe (° 29 août 1892).

### Mai
- 1er mai : Cristòfor Taltabull, compositeur et pédagogue espagnol (° 28 juillet 1888).
- 2 mai : Honoré Barthélémy, coureur cycliste français (° 25 septembre 1891).
- 7 mai : Lucien de Maleville, peintre français (° 15 septembre 1881).
- 8 mai : Marie Gross, résistante française (° 23 juillet 1889).
- 9 mai : Rico Lebrun, peintre animalier et sculpteur italien, professeur au Chouinard Art Institute de Los Angeles (° 10 décembre 1900).
- 10 mai :
  - Michel Larionov, peintre et décorateur russe qui obtient la nationalité française (° 3 juin 1881).
  - Godfrey Clive Miller, peintre néo-zélandais (° 20 août 1893).
- 12 mai : Jean Dufy,  peintre français (° 12 mars 1888).
- 15 mai : Vladko Maček, homme politique croate (° 20 juillet 1879).
- 17 mai :
  - Otto Wille Kuusinen, homme politique et dirigeant communiste finlandais (° 4 octobre 1881).
  - Arpenik Nalbandyan, peintre russe puis soviétique (° 23 décembre 1916).
- 19 mai : Anthony Kimmins, réalisateur, scénariste, acteur et producteur de cinéma anglais (° 10 novembre 1901).
- 26 mai : « Armillita » (Juan Espinosa Saucedo), matador mexicain (° 26 juin 1905).
- 27 mai : Pandit Nehru, premier ministre indien (° 14 novembre 1889).
- 28 mai : Sven Friberg, footballeur international suédois (° 7 février 1895).
- 30 mai :
  - René-Yves Creston, peintre, graveur, illustrateur, sculpteur et ethnologue français (° 25 octobre 1898).
  - Guy Dezaunay, peintre et dessinateur français (° 16 novembre 1896).
  - José Quirante, joueur et entraîneur de football espagnol (° 15 mai 1883).
  - Jean Ningres, peintre français (° 31 décembre 1878).
- ? mai : Louis Hunkanrin, homme politique béninois (° décembre 1866).

### Juin
- 2 juin : Norman Lee, réalisateur, scénariste, producteur et acteur britannique (° 10 octobre 1898).
- 3 juin :
  - Claude Dalbanne, bibliographe, historien, peintre, illustrateur et graveur français (° 16 octobre 1877).
  - Frans Eemil Sillanpää, écrivain finlandais (° 16 septembre 1888).
- 6 juin : Hermann de Saxe-Weimar-Eisenach, prince allemand (° 14 février 1886).
- 9 juin :
  - Max Aitken, 1er baron Beaverbrook, homme politique et homme d'affaires canadien-britannique (° 25 mai 1879).
  - Louis Gruenberg, pianiste et compositeur américain né en Russie (° 3 août 1884).
- 17 juin : Clarence G. Badger, réalisateur, scénariste, acteur et producteur américain (° 9 juin 1880).
- 18 juin : Giorgio Morandi, peintre et graveur italien (° 20 juillet 1890).
- 19 juin : Jiang Menglin, professeur, écrivain et homme politique chinois (° 20 janvier 1886).
- 20 juin : Edgar Barrier, acteur américain (° 4 mars 1907).
- 21 juin : Jan Mertens, coureur cycliste belge (° 2 mars 1904).
- 23 juin : Walter Rütt, coureur cycliste allemand (° 12 septembre 1883).
- 29 juin : Félix Appenzeller, peintre et sculpteur suisse (° 18 août 1892).
- 30 juin :
  - Tivadar Homonnay, homme politique hongrois (° 3 mai 1888).
  - Leonard Willey, acteur anglais (° 15 décembre 1882).
- ? juin : Pierre Albert Génolhac, peintre français (° février 1896).

### Juillet
- 4 juillet :
  - Georges Cyr, peintre libanais d'origine française (° 3 juin 1880).
  - Gaby Morlay, Actrice française (° 8 juin 1893).
- 11 juillet :
  - Raphaël Diligent, sculpteur, peintre, illustrateur et occasionnellement acteur de cinéma français (° 17 mai 1884).
  - Maurice Thorez, homme politique français (° 28 avril 1900).
- 12 juillet : Lucy Franks, féministe irlandaise (° 27 février 1878).
- 13 juillet : Achille Delattre, homme politique belge (° 24 août 1879).
- 16 juillet : Alfred Junge, chef décorateur et directeur artistique allemand (° 29 janvier 1886).
- 21 juillet : Jean Fautrier, peintre, graveur et sculpteur français (° 16 mai 1898).
- 22 juillet : Benjamín Santos, joueur et entraîneur de football argentin (° 7 février 1924).
- 23 juillet : Thakin Kodaw Hmaing, poète, écrivain et homme politique birman (° 23 mars 1876).
- 25 juillet : Henri Marret, peintre français (° 15 février 1878).
- ? juillet : Jean Lec, chansonnier, peintre et écrivain français (° 11 juillet 1899).

### Août
- 1er août :
  - Jean Dehelly, peintre et acteur français (° 8 mars 1896).
  - Pierre Georget, coureur cycliste français (° 9 août 1917).
- 2 août : Marguerite Béclard d'Harcourt, compositrice et musicologue française (° 24 février 1884).
- 3 août : Flannery O'Connor, nouvelliste, romancière et essayiste américaine (° 25 mars 1925).
- 6 août : Cedric Hardwicke, acteur britannique (° 19 février 1893).
- 9 août : Albert Horel, peintre français (° 25 juin 1876).
- 12 août : Ian Fleming, romancier britannique (° 28 mai 1908).
- 15 août :
  - Dr. Atl, de son vrai nom Gerardo Murillo, peintre mexicain (° 3 octobre 1875).
  - Victor Oliver von Samek, acteur et humoriste anglais (° 8 juillet 1898).
- 16 août : Egon Terzetta, footballeur bulgare (° 2 juillet 1899).
- 17 août : Rómulo Rozo, sculpteur et peintre mexicain (° 13 janvier 1899).
- 19 août : Ardengo Soffici, écrivain, poète et peintre italien (° 7 avril 1879).
- 20 août : Albert Brabo, peintre français (° 13 avril 1894).
- 21 août : Palmiro Togliatti, homme politique italien (° 26 mars 1893).
- 22 août : Benjamin Davis, homme politique afro-américain (° 8 septembre 1903).
- 25 août : Adolfo Best Maugard, peintre, réalisateur et scénariste mexicain (° 11 juin 1891).
- 29 août : Bertalan Pór, peintre hongrois (° 4 novembre 1880).

### Septembre
- 1er septembre : George Georgescu, chef d'orchestre roumain (° 12 septembre 1887).
- 2 septembre : Morris Ankrum, acteur américain (° 27 août 1896).
- 3 septembre : Mario Lusiani, coureur cycliste italien (° 4 mai 1903).
- 4 septembre : Clément Émile Roques, cardinal français, archevêque de Rennes (° 8 décembre 1880).
- 6 septembre : Jean Dupas, peintre, affichiste et décorateur français (° 21 février 1882).
- 9 septembre :
  - Maurice Le Boucher, organiste, compositeur et pédagogue français (° 25 mai 1882).
  - Ernest Paul, coureur cycliste français (° 5 décembre 1881).
- 17 septembre : Francis Compton, acteur américain (° 4 mai 1885).
- 18 septembre : Sean O'Casey, dramaturge irlandais (° 30 mars 1880).
- 20 septembre : Lazare-Lévy, pianiste, pédagogue et compositeur français (° 18 janvier 1882).
- 21 septembre : Mary Morris Knibb, enseignante, militante et femme politique jamaïcaine (° 28 février 1886).
- 27 septembre :
  - Pia Nalli, mathématicienne italienne (° 10 février 1886).
  - Tancredi Parmeggiani, peintre italien (° 25 septembre 1927).
- 28 septembre :
  - George Dyson, organiste et compositeur anglais (° 28 mai 1883).
  - Harpo Marx, acteur américain (° 23 novembre 1888).
  - Jacques Schultz-Dal, peintre et graveur français (° 13 novembre 1894).

### Octobre
- 5 octobre : 
  - Egon Schultz, soldat est-allemand (° 4 janvier 1943).
  - Roger Féral, journaliste, écrivain, scénariste et auteur dramatique français (° 19 octobre 1904).
- 6 octobre : Theodore von Eltz, acteur américain (° 5 novembre 1893).
- 7 octobre :
  - Lili Erzinger, artiste, peintre et dessinatrice suisse (° 9 mai 1908).
  - Fernando Leal, peintre et graveur mexicain (° 26 février 1896).
- 10 octobre : Eddie Cantor, acteur, scénariste, producteur et compositeur américain (° 31 janvier 1892).
- 13 octobre : Tessema Eshete, poète, chanteur et musicien éthiopien (° 27 juillet 1876).
- 14 octobre : « Bienvenida » (Manuel Mejías y Rapela), matador espagnol (° 1er septembre 1884).
- 15 octobre : Cole Porter, compositeur américain (° 9 juin 1891).
- 17 octobre : Pierre Brissaud, peintre et illustrateur de mode français (° 23 décembre 1885).
- 18 octobre : Adolphe Milich, peintre français d'origine polonaise (° 24 mars 1884).
- 20 octobre : Herbert Hoover, ancien président des États-Unis (° 10 août 1874).
- 21 octobre : Giovanni Carlo Anselmetti, entrepreneur et homme politique italien (° 23 mai 1904).
- 26 octobre : 
  - Louis Sparre, peintre suédois (° 3 août 1863).
  - Frederick Ion, joueur de crosse canadien (° 25 février 1886).
- 27 octobre : Rudolph Maté, réalisateur polonais (° 21 janvier 1898).
- 31 octobre :
  - Theodore Freeman, astronaute américain (° 18 février 1930).
  - Khemaïs Tarnane, musicien et chanteur tunisien (° 1er juillet 1894).

### Novembre
- 6 novembre : Hugo Koblet, coureur cycliste suisse (° 21 mars 1925).
- 7 novembre : Gaston Chaissac, peintre et poète français (° 13 août 1910).
- 9 novembre : Victor Regnart, peintre belge (° 26 janvier 1886).
- 13 novembre : Gabriele Santini, chef d'orchestre italien (° 20 janvier 1886).
- 15 novembre : Peter Moeskops, coureur cycliste néerlandais (° 14 novembre 1893).
- 16 novembre :
  - John Emery, acteur américain (° 20 mai 1905).
  - Reinhold Lohse, musicien de rue allemand (° 12 octobre 1878).
- 19 novembre : Marguerite-Valentine Burdy, peintre française (° 28 mai 1874).
- 26 novembre : Bodil Ipsen, réalisatrice danoise (° 30 août 1889).
- 28 novembre : Lamberto Petri, footballeur italien (° 21 janvier 1910).

### Décembre
- 2 décembre : Genrikh Oganessian, réalisateur et scénariste arménien (° 1er septembre 1918).
- 5 décembre :
  - René Bellanger, peintre français (° 2 décembre 1895).
  - Louis Valdo-Barbey, dessinateur, peintre et décorateur français d'origine suisse (° 1er novembre 1880).
- 8 décembre : Carlos Fanta, joueur, entraîneur, président de club et arbitre de football chilien (° 1890).
- 11 décembre :
  - Sam Cooke, chanteur américain de musique soul (° 22 janvier 1931).
  - Alma Mahler, née Schindler, artiste, compositrice et peintre d'origine autrichienne (° 31 août 1879).
  - Hubert Medland, homme politique britannique (° 1er juillet 1881).
- 12 décembre : Boris Karlov, accordéoniste bulgare (° 11 août 1924).
- 14 décembre : Léon Mundeleer, homme politique belge (° 6 avril 1885).
- 19 décembre : Henri Le Thomas, Compagnon de la Libération (° 5 janvier 1903).
- 20 décembre : Janie McCarthy, résistante irlandaise (° 1885).
- 27 décembre : Pierre-Aurèle Asselin, artiste lyrique canadien (° 2 décembre 1881).